# Grim
O Grim (em inglês:  Church Grim; em sueco:  Kirk Grim, Kyrkogrim; em finlandês:  Kirkonväki) é uma figura do folclore inglês e escandinavo. Diz-se que são espíritos protectores das igrejas, cada um zelando pelo bem-estar da sua própria igreja. São descritos como cães negros ou como pequenas e deformadas pessoas de pele escura.
Em partes da Europa, incluindo as Ilhas Britânicas e a Escandinávia, era costume enterrar vivo do lado norte dos terrenos de uma nova igreja um cão completamente negro, com o objetivo de criar um espírito guardião para a proteger do demónio.
Grim/Grimm ("Groen") foi um viking que esteve na campanha de Ivar, o Desossado contra a Nortúmbria, indicado como sendo fundador do clã viking norueguês "Leões do Norte" (Nordleven) que deu origem a casa da família de cavaleiros germânicos Klaus (Klausen). (Tradição oral, contos [2])

## Na ficção
Em Harry Potter e o Prisioneiro de Azkaban, Sybill Trelawney, a professora de divinação, associa as folhas de chá de Harry ao Grim, que descreve como "um cão negro que assombra os adros." e que afirma ser um sinal da morte.